# Förenade progressiva partiet
Det förenade progressiva partiet är ett vänsterparti i Sydkorea. Det bildades den 5 december 2011 som en sammanslagning av Sydkoreas demokratiska arbetarparti, Folkets deltagarparti och en fraktion ur det Nya framstegspartiet. Partiet har efter valet 2012 13 platser i Sydkoreas nationalförsamling och är landets tredje största parti.
Den 17 februari 2014, dömdes en av partiets parlamentsledamöter, Lee Seok-ki, till 12 års fängelse, anklagad för att ha planerat ett uppror.

## Politik
Fpp urgerar ett avslut på det militära samarbetet med Förenta staterna, att fred sluts med norra delen av landet, att halvön görs till en kärnvapenfri zon och, långsiktigt, en återförening av landet.

## Förbud
19 december 2014 förbjöds Förenade progressiva partiet av den sydkoreanska staten.